# Gęstość
Gęstość, masa właściwa – stosunek masy pewnej ilości substancji do zajmowanej przez nią objętości.
W przypadku substancji jednorodnych porcja ta może być wybrana dowolnie. Jeśli masa równa jest {\displaystyle m,} a jej objętość {\displaystyle V,} to gęstość substancji wynosi:
{\displaystyle \rho ={\frac {m}{V}}}
i nie zależy od wyboru próbki.
Gęstość substancji niejednorodnych jest zależna od miejsca w przestrzeni i określana jest dla każdego punktu, jako granica stosunku masy do objętości, przy zmniejszaniu objętości obejmującej dany punkt:
{\displaystyle \rho ={\frac {dm}{dV}}.}
Jednostką gęstości w układzie SI jest kilogram na metr sześcienny – kg/m³. Inne jednostki to m.in. kilogram na litr – kg/l oraz gram na centymetr sześcienny – g/cm³ (w układzie CGS).
Gęstość jest wielkością charakterystyczną dla substancji w określonych warunkach fizycznych. Dla większości substancji jest zależna od panujących warunków, w szczególności od temperatury i ciśnienia. W związku z tym w tablicach opisujących właściwości materiałów podaje się ich gęstość zmierzoną w określonych warunkach; przeważnie są to warunki standardowe lub normalne.
Znajomość gęstości pozwala na obliczenie masy określonej objętości substancji. Dla substancji jednorodnej zachodzi
{\displaystyle m=\rho V,}
a dla ciał niejednorodnych, w danym punkcie obliczamy całkę po każdej elementarnej objętości w pozycji {\displaystyle r{:}}
{\displaystyle m=\int _{V}\rho ({\vec {r}})\,dV.}
Gęstość ciał stałych i ciekłych można wyznaczyć przez ważenie próbek o znanej objętości. Przy wyznaczaniu gęstości cieczy stosuje się również areometry. Areometry wypełnione cieczą o znanej gęstości mogą służyć do wyznaczania gęstości innych cieczy. Przy wyznaczaniu gęstości gazów stosuje się między innymi ważenie naczyń z gazem o różnym ciśnieniu gazu.
Gęstość większości substancji zmniejsza się wraz ze wzrostem temperatury (jednym z wyjątków jest woda w temperaturze poniżej 4 °C). Zjawisko to wynika z rozszerzalności cieplnej ciał. Podczas przemian fazowych gęstość zmienia się skokowo (w temperaturze przemiany), podczas krzepnięcia zazwyczaj wzrasta (najbardziej znanymi wyjątkami są woda, żeliwo, a z pierwiastków bizmut, gal i german).
Spośród pierwiastków, w warunkach normalnych, największą gęstość mają osm (22 600 kg/m³) oraz iryd (22 400 kg/m³), dla porównania gęstość ołowiu jest dwukrotnie mniejsza.

## Gęstość a ciężar właściwy
W odróżnieniu od ciężaru właściwego gęstość nie zależy od siły ciążenia; w warunkach nieważkości gęstość pozostaje taka sama jak w warunkach ciążenia (podobnie jak masa), a ciężar właściwy wynosi wtedy zero (podobnie jak siła ciężkości).

## Gęstość a lepkość
Określenie gęstość jest potocznie używane do określania lepkości; w znaczeniu technicznym lepkość i gęstość opisują inne wielkości (przykładowo woda ma większą gęstość od mineralnego oleju smarnego, ale mniejszą lepkość).

## Gęstość ciał stałych
Gęstość ciał stałych w (kg/m³) w 20 °C
| Ciało                   | w kg/m³   |
| ----------------------- | --------- |
| Aluminium (glin)        | 2720      |
| Antymon                 | 6685      |
| Arsen                   | 5776      |
| Azbest w tek.           | 2000–2800 |
| Bakelit                 | 1340      |
| Bar                     | 3600      |
| Beryl                   | 1848      |
| Bor                     | 3300      |
| Beton                   | 1800–2400 |
| Bizmut                  | 9807      |
| Brąz                    | 8800–8900 |
| Celuloid                | 1380      |
| Chrom                   | 6920      |
| Chromonikielina         | 8200–8370 |
| Cegła                   | 1400–2200 |
| Cyna (biała)            | 7200–7400 |
| Cynk                    | 7130–7200 |
| Drewno                  |           |
| – dąb                   | 600–900   |
| – lipa                  | 400–600   |
| Duraluminium            | 2800      |
| Ebonit                  | 1100–1300 |
| Elektron (stop magnezu) | 1740–1840 |
| Fosfor biały            | 1830      |
| Gips                    | 2310–2330 |
| Glina (sucha)           | 1500–1800 |
| Grafit                  | 2300–2720 |
| Guma (wyroby)           | 1100–1190 |
| Gutaperka               | 960–990   |
| Inwar                   | 8000      |
| Iryd                    | 22400     |
| Kadm                    | 8640      |
| Kauczuk                 | 940       |
| Korek                   | 220–260   |
| Kreda                   | 1800–2600 |
| Kobalt                  | 8900      |
| Krzem                   | 2329,6    |
| Kwarc                   | 2500–2800 |
| Igelit                  | 1350      |
| Lód przy 0 °C           | 880–920   |
| Magnez                  | 1740      |
| Mangan                  | 7400      |

| Ciało                   | w kg/m³     |
| ----------------------- | ----------- |
| Marmur                  | 2670        |
| Miedź (elektrolityczna) | 8933        |
| Mika                    | 2600–3200   |
| Mikanit                 | 1900–2600   |
| Molibden                | 10200       |
| Mosiądz                 | 8400–8700   |
| Naftalina               | 1150        |
| Nikiel                  | 8350–8900   |
| Nikielina               | 8600–8850   |
| Nowe srebro             | 8400–8700   |
| Nylon                   | 1140        |
| Ołów                    | 11300–11400 |
| Osm                     | 22600       |
| Pallad                  | 11970       |
| Parafina                | 870–910     |
| Piasek (suchy)          | 1550–1800   |
| Platyna                 | 21450       |
| Plexiglas               | 1180–1200   |
| Porcelana               | 2300–2500   |
| Potas                   | 870         |
| Rod                     | 12350       |
| Saletra sodowa          | 2260        |
| Siarka jednoskośna      | 1960        |
| Siarka rombowa          | 2067        |
| Skóra (sucha)           | 860         |
| Sód                     | 980         |
| Srebro                  | 10500       |
| Stal                    | 7500–7900   |
| Stal nierdzewna         | 7860        |
| Staliwo                 | 7840        |
| Śnieg                   | 125         |
| Szkło zwykłe            | 2400–2800   |
| Szkło kwarcowe          | 2900        |
| Tłuszcze                | 920–940     |
| Tantal                  | 16600       |
| Węgiel drzewny          | 300–600     |
| Wolfram                 | 19300       |
| Wosk                    | 950–980     |
| Złoto                   | 19320       |
| Żelazo czyste (α)       | 7875        |
| Żeliwo białe            | 7700        |
| Żeliwo szare            | 6800–7250   |

| Ciało                              | w kg/m³ |
| ---------------------------------- | ------- |
| ziarno Żyta                        | 680     |
| ziarno Pszenicy                    | 760     |
| ziarno jęczmienia                  | 690     |
| ziarno owsa                        | 550     |
| ziarno kukurydzy                   | 750     |
| nasiona rzepaku                    | 655     |
| nasiona Bobiku                     | 800     |
| nasiona grochu                     | 800     |
| nasiona wyki                       | 800     |
| ziemniaki (kłęby)                  | 750     |
| korzenie buraków                   | 650     |
| wytłoki suche                      | 330     |
| korzenie marchwi                   | 710     |
| kiszonka z kukurydzy i słonecznika | 600     |
| zielonka                           | 330     |
| siano suche łąkowe                 | 80      |
| siano suche z koniczyny            | 75      |
| sieczka                            | 50      |
| plewy                              | 100     |
| słoma luzem                        | 80      |
| słoma prasowana                    | 280     |
| obornik świeży                     | 800     |
| obornik z gnojowni                 | 1000    |

| Ciało              | w kg/m³ |
| ------------------ | ------- |
| superfosfat        | 1000    |
| mączka fosforytowa | 1400    |
| kainit             | 1100    |
| sól potasowa       | 1000    |
| siarczan amonowy   | 800     |
| saletra sodowa     | 1250    |

## Gęstość cieczy
Gęstość cieczy w (kg/m³) w 22 °C
- aceton – 790
- alkohol etylowy – 790
- alkohol metylowy – 790
- benzen – 880
- benzyna – 700
- eter etylowy – 716
- krew ludzka – 1050
- kwas azotowy – 1410
- kwas octowy – 1050
- kwas siarkowy – 1840
- kwas solny – 1190
- mleko – 1030
- nafta – 810
- oliwa – 920
- olej rycynowy – 950
- rtęć – 13546
- toluen – 870
- woda – 997,8

## Gęstość gazów
Gęstości gazów w (kg/m³) w 20 °C pod ciśnieniem normalnym
- acetylen – 1,16
- amoniak – 0,76
- argon – 1,780
- azot – 1,25
- butan – 2,703
- chlor – 3,21
- chlorowodór – 1,64
- deuter – 0,188
- dwutlenek azotu – 2,05
- dwutlenek siarki – 2,83
- dwutlenek węgla – 1,96
- etan – 1,32
- fluor – 1,69
- hel – 0,178
- jodowodór – 5,245
- ksenon – 5,396
- metan – 0,71
- powietrze – 1,20
- propan – 2,019
- siarkowodór – 1,529
- sześciofluorek siarki – 5,971
- tlen – 1,43 (0 °C)
- tlenek węgla – 1,16 (21,1 °C)[7]
- wodór – 0,08989

## Gęstość minerałów
Gęstość minerału zależy od:
- składu chemicznego,
- porowatości,
- obecności defektów wewnętrznych – szczelin, pęknięć, inkluzji

Typy gęstości minerałów:
- Gęstość względna minerału – względna liczba wskazująca, ile razy jest on cięższy lub lżejszy od tej samej ilości wody
- Gęstość bezwzględna tzw. masa właściwa – stosunek masy do objętości (g/cm³)
- Gęstość pozorna (gęstość objętościowa, gęstość usypowa, gęstość nasypowa) (g/cm³) – wyraża stosunek masy do objętości wraz z zawartymi w minerale porami (pustkami)

Różnica między gęstością bezwzględną a gęstością pozorną jest miarą porowatości minerału.
Pomiar gęstości przeprowadza się najczęściej przy użyciu wagi hydrostatycznej, której zasada działania opiera się na prawie Archimedesa. Ponieważ gęstość zależy od temperatury pomiaru (maleje w miarę jej wzrostu), dlatego należy utrzymywać stałe warunki pomiaru, tj. temperaturę 20 °C i dla takiej wartości podawać mierzoną gęstość.
Największe wartości (w g/cm³) mają:
- metale rodzime (10,0–23,0)
- minerały kruszcowe (9–4)

Najmniejsze zaś substancje pochodzenia organicznego:
- np. bursztyn (1,33)

Większość minerałów, głównie skałotwórczych, ma gęstość w granicach 2,5–3,5 g/cm³.

## Średnia gęstośćWszechświata
- Gęstość krytyczna

{\displaystyle \rho _{c}={\frac {3H_{0}^{2}}{8\pi G}},}
gdzie {\displaystyle H_{0}} – stała Hubble’a, {\displaystyle G} – stała grawitacji.
- Obecna średnia gęstość materii (nierelatywistycznej)

{\displaystyle \rho _{m}=\Omega _{m}\;\rho _{c},}
gdzie {\displaystyle \Omega _{\text{m}}} jest parametrem gęstości materii we Wszechświecie (gęstością wyrażoną w jednostkach gęstości krytycznej).
- Dane z 2007:

{\displaystyle \Omega _{m}\approx 0{,}24} i {\displaystyle H_{0}\approx 73\;\operatorname {\frac {km}{s\cdot Mpc}} ,}
- - stąd {\displaystyle \rho _{m}\approx 2{,}4\times 10^{-27}\,{\text{kg/m}}^{3}=2{,}4\times 10^{-30}\,{\text{g/cm}}^{3},} tzn. mniej niż dwa protony (średnio) w jednym metrze sześciennym,
  - z obserwacji wnioskuje się też o istnieniu we Wszechświecie ciemnej energii (stałej kosmologicznej) o parametrze gęstości

{\displaystyle \Omega _{\Lambda }\approx 0{,}76,}
co odpowiada gęstości wynoszącej
{\displaystyle \rho _{\Lambda }\approx 7{,}6\times 10^{-27}\,{\text{kg/m}}^{3}=7{,}6\times 10^{-30}\,{\text{g/cm}}^{3}.}